# Ayşe Nur Zarakolu
Ayşe Nur Zarakolu (nhũ danh Sarısözen) (9.5.1946 – 28.01.2002) là một tác giả, người xuất bản và nhà bênh vực nhân quyền người Thổ Nhĩ Kỳ. Bà là người đồng sáng lập – cùng với chồng Ragıp Zarakolu – nhà xuất bản "Belge" nổi tiếng của Thổ Nhĩ Kỳ và trong thập niên 1980 trở thành giám đốc công ty phát hành sách "Cemmay", người phụ nữ Thổ Nhĩ Kỳ đầu tiên nắm giữ cương vị như vậy.
Các xuất bản phẩm của Zarakolu thường khiến bà va chạm với luật kiểm duyệt của Thổ Nhĩ Kỳ. Năm 1997, báo New York Times xác định Zarakolu là "một trong các người thách thức không nao núng nhất đối với luật báo chí của Thổ Nhĩ Kỳ". 
Các xuất bản phẩm của Zarakolu đã giúp công bố công khai nhiều vấn đề nhạy cảm ở Thổ Nhĩ Kỳ, trong đó có vụ Thảm sát Armenia và nhân quyền của người Kurd ở Thổ Nhĩ Kỳ.
Bị cầm tù nhiều lần vì các ấn phẩm của mình, Tổ chức Ân xá quốc tế đã gọi bà là một tù nhân lương tâm, và di sản của bà tiếp tục phải đối mặt với thách thức pháp luật ở Thổ Nhĩ Kỳ sau cái chết của bà. Bà đã nhận được nhiều giải thưởng và vinh dự cho công việc của mình, và Hiệp hội Nhân quyền Thổ Nhĩ Kỳ (tiếng Thổ Nhĩ Kỳ: İnsan Hakları Derneği IHD) đã lập ra giải thưởng tự do Tư tưởng Ayşe Zarakolu để vinh danh bà.

## Tiểu sử
Bà có tên khai sinh là Ayşe Nur Sarısözen, sinh ngày 9 tháng 5 năm 1946 tại Antakya. Được giáo dục thành một nhà xã hội học, bà bước vào ngành xuất bản năm 1968 trước khi chuyển đến đại học Istanbul năm 1970 làm quản thủ thư viện trưởng tại Viện nghiên cứu Tài chính. Zarakolu kết hôn với Ragıp Zarakolu và có hai người con.
Trước khi từ trần vì bệnh ung thư ở Istanbul ngày 28.01.2002, Zarakolu trở thành một tác giả nổi tiếng, một chủ nhà xuất bản và người ủng hộ nhân quyền. Năm 1976 hoặc 1977, Zarakolu và chồng lập ra nhà xuất bản "Belge" (Tài liệu), để xuất bản các sách lịch sử, chính trị cũng như thơ, và trong thập niên 1980 bà cũng trở thành giám đốc của công ty phân phối sách "Cemmay". Theo báo The Independent, bà là phụ nữ Thổ Nhĩ Kỳ đầu tiên giữ một cương vị như vậy. Năm 1998, bà giúp việc sáng lập Hiệp hội Nhân quyền Thổ Nhĩ Kỳ.

## Cuộc chiến pháp lý
Khi báo The Independent đưa ra giả thuyết là những cuốn sách được nhà xuất bản Belge xuất bản ở bất kỳ nước nào khác cũng sẽ gây tranh cãi lớn", Zarakolu đã là đối tượng bị truy tố ở Thổ Nhĩ Kỳ vì các xuất bản phẩm của mình, trong đó có việc phạt tù dài hạn và bị phạt tiền, và nhà xuất bản Belge đã bị ném bom lửa năm 1995. Theo báo The New York Times, thì năm 1997 Zarakolu được coi là "một trong những người thách thức gay go nhất đối với luật báo chí Thổ Nhĩ Kỳ". Các sách do bà xuất bản "đã lên án cuộc chiến chống lại quân du kích người Kurd của chính phủ Thổ Nhĩ Kỳ, buộc tội các lực lượng an ninh đã tổ chức những đội ám sát, và đưa ra tài liệu chứng minh các vụ giết nhiều người Armenia trong những năm đầu thế kỳ 20." Năm 2006 Hiệp hội Nhân quyền Thổ Nhĩ Kỳ mô tả Zarakolu là "một trong những nhà tiên phong trong cuộc đấu tranh cho tự do tư tưởng và ngôn luận." Trong thông cáo báo chí, tổ chức này lưu ý rằng bà ấy không những chỉ sẵn lòng xuất bản quyển Kurdistan, an Inter-States Colony của Ismail Beşikçi bất chấp một lệnh cấm dùng từ "Kurd", mà bà cũng đã "bắt đầu cuộc tranh luận về vấn đề "diệt chủng Armenia " lúc đó vẫn còn là một điều cấm kỵ ở Thổ Nhĩ Kỳ
 Bà hướng sự chú ý tập trung vào các tình trạng và lịch sử của các người Kurd ở Thổ Nhĩ Kỳ, người Armenia ở Thổ Nhĩ Kỳ và người Hy Lạp ở Thổ Nhĩ Kỳ. Một số xuất bản phẩm đặc trưng của nhà xuất bản Belge ở Thổ Nhĩ Kỳ từng là đối tượng cho việc tranh cãi, trong đó có thi phẩm của Mehdi Zana, Les Arméniens: histoire d'un génocide (The Armenians: history of a genocide) của Yves Ternon, The Forty Days of Musa Dagh của Franz Werfel, nhiều sách của İsmail Beşikçi, và các bản tiểu luận của Lissy Schmidt, một nhà báo Đức đã chết khi theo dõi đưa tin về tình trạng ở Kurdistan thuộc Iraq.
Trong năm 2005, tuần báo Armenian Reporter cho biết Zarakolu đã bị bắt giữ trên "30 lần" Từng bị cầm tù 4 lần vì các xuất bản phẩm của mình, Zarakolu đã được tổ chức Ân xá Quốc tế gọi là tù nhân lương tâm. Trong một cuộc phỏng vấn năm 2008, chồng bà cho biết trong thời gian ở tù, Zarakolu đã bị tra tấn. Trong một lá thư ghi năm 2001, Zarakolu tỏ ý tin tưởng rằng "Lối để ngăn chặn nhiều nạn diệt chủng nữa, nhiều bi kịch nữa từ các biến cố thông qua kinh nghiệm chung của việc thể hiện sự thành tâm hối cải cho sự xấu hổ về những gì đã xảy ra trước đây", và bà cũng chỉ ra rằng "Về phần tôi, tôi đã làm nhiệm vụ của tôi. Tôi đã làm điều gì đó mà mọi người sẽ làm.... Và tôi sẽ tiếp tục làm như vậy
."
Sau khi qua đời năm 2002, Zarakolu vẫn còn phải đối mặt với các cáo buộc về việc xuất bản các sách Pontos Kültürü của Ömer Asan và The Song of Liberty của Hüseyin Turhallı, nhưng sau này các cáo buộc đó đã được bãi bỏ. Người con trai của bà - Deniz Zarakolu – đã bị buộc tội là "khích động sự trả thù hoặc căm thù, có thể gây cho người này trở thành nguy hiểm cho người khác" do bài diễn văn mà anh ta đọc trong lễ tang của mẹ, nhưng sau đó anh ta đã được miễn buộc tội.

## Vinh dự
Zarakolu đã đoạt được vô số sự công nhận của Hiệp hội các nhà xuất bản Thổ Nhĩ Kỳ, Tổ chức Theo dõi Nhân quyền và International P.E.N. (Văn bút Quốc tế). Năm 1998, bà đượcHiệp hội các nhà xuất bản quốc tế vinh danh bằng một "Giải thưởng Quốc tế Tự do xuất bản" (International Freedom to Publish Award) khai mạc ở Hội chợ Sách Frankfurt; tuy nhiên, thẻ hộ chiếu của Zarakolu đã bị các quan chức Thổ Nhĩ Kỳ tịch thu từ các năm trước, nên bà đã không tới Franfurt được.

## Di sản
Hiệp hội Nhân quyền Thổ Nhĩ Kỳ đã đặt ra "Giải Tự do Tư tưởng Ayşe Zarakolu" để tưởng nìệm bà. Năm 2004, Tòa án Nhân quyền châu Âu đã lên án Thổ Nhĩ Kỳ về việc nước này kết tội Zarakolu liên quan tới việc bà xuất bản một quyển sách mô tả chi tiết chuyện Ferhat Tepe, một nhà báo bị giết.
Năm 2007, Hội đồng thị xã lớn Diyarbakır ở đông nam Thổ Nhĩ Kỳ đã đặt tên "Ayşenur Zarakolu Free Women's Park Forest" ở đại lộ Dicle Kent để vinh danh bà. Tuy nhiên, họ đã bị yêu cầu đặt lại tên khác cho công viên, khi văn phòng thống đốc tỉnh chống đối tên này. Vụ việc đã được đưa ra trước Tòa án Hành chính Vùng, và tòa án này đã cấm đặt tên như trên vì lý do: " Zarakolu đã ủng hộ ý tưởng ly khai và tuyên truyền khủng bố, kể cả trong sách của mình lẫn các sách mà bà xuất bản", nhưng chồng bà sau đó đã ghi rằng cả điều khoản buộc tội lẫn phiên tòa buộc tội bà đã bị hủy bỏ.